# جاكلين نوفا
جاكلين نوفا (بالإسبانية: Jacqueline Nova)‏ هي ملحنة كولومبية، ولدت في 6 يناير 1935، وتوفيت في 13 يونيو 1975.

## وصلات خارجية
- جاكلين نوفا على موقع IMDb (الإنجليزية)
- جاكلين نوفا على موقع ميوزك برينز (الإنجليزية)
- جاكلين نوفا على موقع ديسكوغز (الإنجليزية)